# Spelmansstämman i Malmköping 1922
Spelmansstämman i Malmköping 1922, var en spelmansstämma i Malmköping.

## Historik
Spelmansstämman i Malmköping arrangerades av bland annat riksspelmannen Jon-Erik Öst, med biträdde av Gustaf Granberg och Bertil Andersson. Den inleddes 24 juni 1922 på midsommardagen.  Stämman inleddes med ett bröllopståg] genom Malmköping, som började vid Malmköpings järnvägsstation och avslutades vid Malmköpings festplats. Därefter hölls ett tal av amanuensen Ernst Granhammar. På spelmansstämman deltog folkdansare från Katrineholms folkdansklubb och Nyköpings folkdansklubb.
Under eftermiddagen ägde spelmanstävlingarna rum, då ett 40-tal spelmän från Södermanland deltog. Då gammal sörmländsk folkmusik framfördes. Prisdomare för spelmanstävlingarna var musikdirektör Andreasson, Stockholm. Hederspriser till tävlingen hade skänkts av greve Eric von Rosen i Rockelstad och instrumentmakaren John Eriksson i Eskilstuna.
Under stämman bildades  Södermanlands spelmansförbund.

### Pristagare
| Pris       | Namn                              | Kommentar                | Pris                                        |
| ---------- | --------------------------------- | ------------------------ | ------------------------------------------- |
| 1:a pris   | Anders Anderson                   | För gott urval av låtar. | Sörmlandsstämmans hederspris och 50 kronor. |
| 2:a pris   | Albert Boström, Valla             |                          | Spelmansstämmans första pris och 25 kronor. |
| 3:e pris   | Axel Bergström-Haglund, Tystberga |                          | Fröken Stina von Stockenströms hederspris.  |
| Extra pris | Anders Johan Andersson            |                          |                                             |

| Pris     | Namn                                                          | Kommentar              | Pris                                |
| -------- | ------------------------------------------------------------- | ---------------------- | ----------------------------------- |
| 1:a pris | Lantbrukaren Eriksson, Ärila och Hjalmar Björklund, Oxelösund | För gammal, god musik. | Prins Wilhelms hederspris           |
| 2:a pris | Johan Erik Lilja, Nyköping                                    |                        | Överstinnan Stockensröms hederspris |
| 3:e pris | Seth Karlson, Trångsjö                                        |                        |                                     |

| Pris       | Namn                                                 | Kommentar                                  | Pris                                 |
| ---------- | ---------------------------------------------------- | ------------------------------------------ | ------------------------------------ |
| 1:a pris   | Karl G. Axelson, Flodafors                           | För gott urval av och väl framförda låtar. | Instrumentmakare Eriksons hederspris |
| 2:a pris   | Lundkvist, Eskilstuna och Sigge Lundin, Nyköping     |                                            |                                      |
| 3:e pris   | Gunnar Hanson, Malmköping och Arvid Johanson, Dunker |                                            |                                      |
| Extra pris | Helge Heris, Torshälla                               |                                            | Gunnar Malms pris.                   |

| Pris       | Namn                                  | Kommentar                           | Pris                        |
| ---------- | ------------------------------------- | ----------------------------------- | --------------------------- |
| Extra pris | A. Gustafsson, Vingåker och fem söner | För visat intresse för folkmusiken. | Greve von Rosens hederspris |

### Deltagare
1. Axel Bergström, byggmästare, Haglund
2. Hjalmar Björklund OXelösund 151
3. K. A. Gogman, smed, Åkersberga, Bettna.
4. Astrid Karlstein, Axala, Björnlunda.
5. Frans Pettersson, Skäcklinge, Torshälla